# سلز (آریزونا)
سلز (به انگلیسی: Sells) یک منطقهٔ مسکونی در ایالات متحده آمریکا است که در شهرستان پیما، آریزونا واقع شده‌است. سلز ۲۴٫۶۱ کیلومتر مربع مساحت و ۱۰٬۰۳۱ نفر جمعیت دارد و ۷۲۹ متر بالاتر از سطح دریا واقع شده‌است.